# Luciano Laurenzi
Luciano Laurenzi (Trieste, 30 giugno 1902 – Udine, 25 ottobre 1966) è stato un archeologo, storico dell'arte greco-romana italiano, che fu allievo e poi direttore della Scuola archeologica italiana di Atene, nella fase critica degli anni della seconda guerra mondiale, dal 1º luglio 1941 al 9 settembre 1943, data del suo arresto da parte dei tedeschi.

## Biografia
Dopo la laurea, conseguita presso l'Università di Bologna, fu allievo presso la Scuola di Atene negli anni dal 1925 al 1927.
Dal 1928 al 1933 diresse una missione stabile sull'isola di Coo, con un impegno notevole profuso dalla Scuola italiana, soprattutto dopo il sisma del 23 aprile 1933.
Dal 1930 al 1938 Laurenzi fu impegnato in campagne di scavo nel Dodecaneso, dove operò dapprima come ispettore e in seguito come soprintendente agli scavi.
Fatto ritorno in Italia, assunse la carica di Soprintendente alle antichità di Milano, che ricoprì negli anni 1939-1940, prima di essere di nuovo ad Atene, per assumervi la reggenza della Scuola dal 1º luglio 1941. La sua direzione, negli anni difficili della guerra, durò solo due anni e conobbe un epilogo drammatico, legato alle vicende belliche: il 9 settembre 1943, dopo l'Armistizio di Cassibile, Laurenzi fu arrestato dai tedeschi.

### Incarichi accademici e affiliazioni scientifiche
Laurenzi ottenne nel 1938 la libera docenza in Archeologia e Storia dell'arte greca e romana, una disciplina di cui fu professore di ruolo nel 1940-1941, fino all'accettazione dell'incarico di Atene. Nel 1944, dopo la tormentata conclusione della parentesi ateniese, fu di nuovo a Pisa dove riprese la sua cattedra. Dal 1946 fu all'Università di Bologna, professore ordinario di storia dell'arte classica e dove divenne anche direttore del Museo civico archeologico.
Dal mese di agosto 1958 fu ammesso come Socio corrispondente dell'Accademia dei Lincei.

## Opere
- Umanità di Fidia, L'Erma di Bretschneider, 2006 ISBN 9788882653811
- (con Guido Achille Mansuelli, Sebastiana Lagona), Arte romana. Pittura, arti minori, coll. Guide allo studio della civiltà romana, Jouvence, 1979
- (con Giovanna Bermond Montanari), Corpus vasorum antiquorum. Italia: Museo civico di Bologna, Numero 7, Bestetti e Tumminelli, 1960
- Corpus vasorum antiquorum. Italia, Volume 12, Bestetti e Tumminelli, 1936
- Corpus vasorum antiquorum. Italia, Volume 5, Bestetti e Tumminelli, 1931
- Ritratti greci, Sansoni, 1941[1990]
- (con Giulio Jacopi), Monumenti di scultura del Museo Archeologico di Rodi, Volume 2, Istituto Storico Archeologico, 1939
- Necropoli ialisie: (scavi dell'anno MCMXXXIV-XII), 1936